# 長岡市立千手小学校
長岡市立千手小学校（ながおかしりつせんじゅしょうがっこう）は、新潟県長岡市に所在する市立小学校である。愛称は「千手」。

## 概要
開学は1872年1月5日、開校・創立は同年6月24日。
児童は「ひかりっ子」として親しまれている。

### 校歌
制定：1922年(大正11年)
再調：1970年(昭和45年)5月
作詞：玉井 (東京高等師範学校教授)
作曲：田村 (東京高等師範学校教授)
（校歌の歌詞は公式HP紹介ページ参照されたい）

## 沿革
（1972年までの内容は創立100周年記念事業誌に基づく）
1872年1月5日 - 柏崎県千手町村の真宗・長恩寺の堂宇を借用して「千手町村教育所」を寺子屋として開設する。これが千手小学校の開学である。
1872年1月5日 - 初代（1代で室長は廃止）室長を経た初代校長が着任する。
1872年4月17日 - 柏崎県千手町村大字下千手115番地に、千手町村教育所の初代校舎が竣工・完成する。
1872年6月24日 - 4月に竣工した校舎で授業が開始されたことにより、長恩寺からは独立し、寺子屋から独立したこの日を創立記念日とする。
1872年11月2日 - 中島1185番地に分校中島校を設置し開設する。
1873年4月 - 千手町の近隣にあった宮原村に夜間学校を開設する。
1873年12月 - 千手町村教育所から柏崎県第三中学区公立第二十三番小学へ校名を変更する。
1874年11月25日 - 草生津村の安養寺を借用して「千手付属草生津校」を設置し開校する。
1874年11月25日 - 宮原村に「千手付属宮原校」を設置し開校する。
1878年5月 - 千手付属宮原校を柏崎県第三中学区公立第二十三番小学に統合する。
1879年3月 - 千手付属草生津校を柏崎県第三中学区公立第二十三番小学に統合し、分校の設置が終了する。
1879年9月 - 教育令の発布により、小学課程を「上等科」を3年、「下等科」を3年とする、全科6年・12級に改める。
1880年11月 - 小学区の改正により、新潟県第三中学区公立第二十三番小学から新潟県第七中学区公立第三番小学千手校へ名称を改める。
1881年7月 - 初等科・中等科の設置に伴い、新潟県第七中学区公立第三番小学千手校から 新潟県第七中学区第三小学区町村立千手校へ名称を改める。
1884年7月3日 - 高等科を新設する。
1885年5月9日 - 小学校の等位が制定され、等位が高等に指定されたことを受けて、新潟県第七中学区第三小学区町村立千手校から新潟県古志郡第三小学区公立千手小学校へ名称を改める。
1887年4月1日 - 新学校令により、新潟県古志郡第三小学区公立千手小学校から新潟県古志郡村立尋常科千手小学校へ名称を改める。
1892年4月1日 - 新潟県古志郡村立尋常科 千手小学校から新潟県古志郡町立千手尋常小学校へ名称を改める。
1896年2月29日 - 千手町村と草生津村が校内に共同で学校組合を設置されたことを受けて、新潟県古志郡村立尋常科千手小学校から 新潟県古志郡組合立千手尋常小学校へ名称を変更する。
1899年 - 二カ年の補習科を付設する。
1900年3月31日 - 補習科が廃止される。
1900年4月1日 - 高等科が設置される。
1900年4月1日 – 高等科の設置に伴い、新潟県古志郡組合立千手尋常小学校から新潟県組合立千手尋常高等小学校 へ改称する。
1901年4月1日 – 高等科の修業年数を2年から4年に変更する。
1901年10月21日 – 校舎の改築工事が完了し、竣工式を挙行する。
1901年11月1日 – 長岡町など5つの町村合併に伴い、新潟県組合立千手尋常高等小学校 から新潟県古志郡町立長岡千手尋常高等小学校 へ名称を改める。
1904年9月25日 – この日をもって高等科の設置を終了する。
1904年9月26日 – 長岡高等小学校の開学に伴う高等科の設置終了に伴い、新潟県古志郡町立長岡千手尋常高等小学校 から新潟県古志郡町立長岡千手尋常小学校 へ名称を改める。(※長岡市立東中学校の前身である長岡高等小学校とは異なる)
1905年4月1日 – 新潟県古志郡長岡町立中嶋尋常小学校の廃校(1度目)に伴い、学区の変更が行われる。
1906年4月1日 – 長岡町の市制施行に伴い、新潟県古志郡町立長岡千手尋常小学校 から新潟県長岡市千手尋常小学校へ名称を改める。
1913年3月31日 – 長岡高等小学校が廃校され、高等科が1905年に廃校になった新潟県古志郡町立中嶋尋常小学校に設置の上、新潟県古志郡町立中嶋尋常高等小学校 が新設開校されることに伴い、新潟県長岡市千手尋常小学校の学区が一部変更される。
1914年12月26日 – 電話線が架設される。
1915年2月29日 – 3年生以上生徒を対象に、衛生と南洋の建築・風俗・風景の幻燈会を開く。
1922年10月30日 – 学制発布50周年記念日を迎えたことを祝して、記念樹を植樹する。
1923年3月31日 – 授業の終始を知らせる職員による点鐘（ベル）をこの日をもって廃止する。
1923年4月1日 – 点鐘に代わって、電鈴（チャイム）の使用が開始される。
1941年4月1日 – 国民学校令の発布に伴い、新潟県長岡市千手尋常小学校から新潟県長岡市千手国民学校へ名称を改める。
1942年3月27日 – 1942年4月1日、東千手町（現：南町・南中学校所在地）に新設予定の新潟県長岡市東千手国民学校の新校舎に、新潟県長岡市千手国民学校から一部の備品を移動させる。
1942年4月1日 – 東千手町の長岡工業学校跡地に、東千手国民学校が新潟県長岡市千手国民学校から分離開校する。
1942年6月24日 – 創立70周年を迎えたことを記念して、式典が挙行されたほか、歴代の校長懸額の除幕式を挙行する。
1944年 – 塩汁給食を開始する。
1945年8月1日 - 長岡大空襲により千手国民学校の校舎が全焼する。
1947年3月31日 - この日をもって千手国民学校としての歴史に幕を閉じ、それと同時に1942年に長岡市千手国民学校から分離開校した東千手国民学校が5年の歴史に幕を閉じる。(東千手国民学校跡地は南中学校の本校舎新設場所に転用)
1947年4月1日 - 1942年度に分離新設された東千手国民学校が千手国民学校に統合され、これに伴い千手国民学校から長岡市立千手小学校へ改称する。
1947年4月 - 長岡市立千手小学校の校舎竣工式を挙行する。
1951年 - 完全給食を実施する。
1952年 - 東校舎が竣工する。
1958年 - 北校舎・中校舎・児童昇降口が竣工する。
1960年 - 正面昇降口・鉄筋校舎・給食室・東便所が竣工する。
1962年 - プールが竣工する。
1963年 - 理科室が竣工する。
1964年 - 知的障害児学級を開設する。
1970年 - 言語学級を開設する。
1973年 - 創立100周年を迎え、それを記念した式典を挙行する。
1975年 - 難聴学級を開設する。
1982年 - 新体育館が竣工する。
1984年 - 情緒障害児学級を開設する。
1985年 - 鉄筋製の特別教室棟が竣工する。
1986年 - 学校給食部門に於いて、文部省 文部大臣賞を受賞する。
1987年 - 中越音楽教育研究大会を開催する。
1988年 - 新潟県特殊教育研究大会 兼 中越地区研究大会を開催する。
1992年 - 創立120周年を迎えそれを記念した式典を挙行する。
1993年 - 「よい歯の学校」優良校を受賞する。
1994年 - 中越国語教育研究会を開催する。
1995年 - 第44回・北陸4県 数学教育研究・長岡大会が開催される。
1996年 - 第1回・児童会「ひかりフェスティバル」が開催される。
1996年 - どんぐり文庫を開設する。
1997年 - 体育館ステージを増築する。
1997年 - 文部省・小学校教育課程研究指定校に選ばれる（第1年次）
1998年 - 文部省（当時）・小学校教育課程研究指定校（第2年次）
1998年 - 複合遊具が完成する。
1999年 - 中越社会科研究会を開催する。
2000年 - 新潟県障害児教育研究大会 兼 中越地区大会を開催する。
2002年 - 創立130周年を迎えそれを記念した式典を挙行する。
2002年 - 図書館整備事業を行う。
2002年 - 八幡野球部が新潟県大会で優勝し、全国大会に出場する。
2003年 - 全国紙芝居祭り長岡大会で当時の5年生（1999年度入学生）が大型紙芝居を上演する。
2003年 - 校舎管理棟外壁の塗装工事が行われたほか、屋上フェンスを撤去する。
2004年10月23日 - 中越大震災により臨時休業となり、被害を免れた体育館が避難所となる。
2007年 - 給食業務を民間に委託する。
2007年 - 1階の児童用トイレを改修する。
2008年 - 新しい児童会歌が制定される。
2009年 - 老朽化した管理棟の建て替え工事が開始される。
2010年 - 現在の管理棟が竣工する。

## 交通・アクセス方法
- JR東日本（上越新幹線・信越本線・上越線）長岡駅より西南へ1.3km（徒歩約20分）

## 参考資料・出典
- 長岡市立南中学校・創立35周年記念事業誌・自主共和 ～その継承と発展～
- 長岡市立千手小学校・創立100周年記念事業誌・百年のあゆみ (沿革史年表)
- 長岡市立千手小学校・沿革
- 長岡市立四郎丸小学校・沿革
- 長岡市立中島小学校・沿革